# Lacerazione

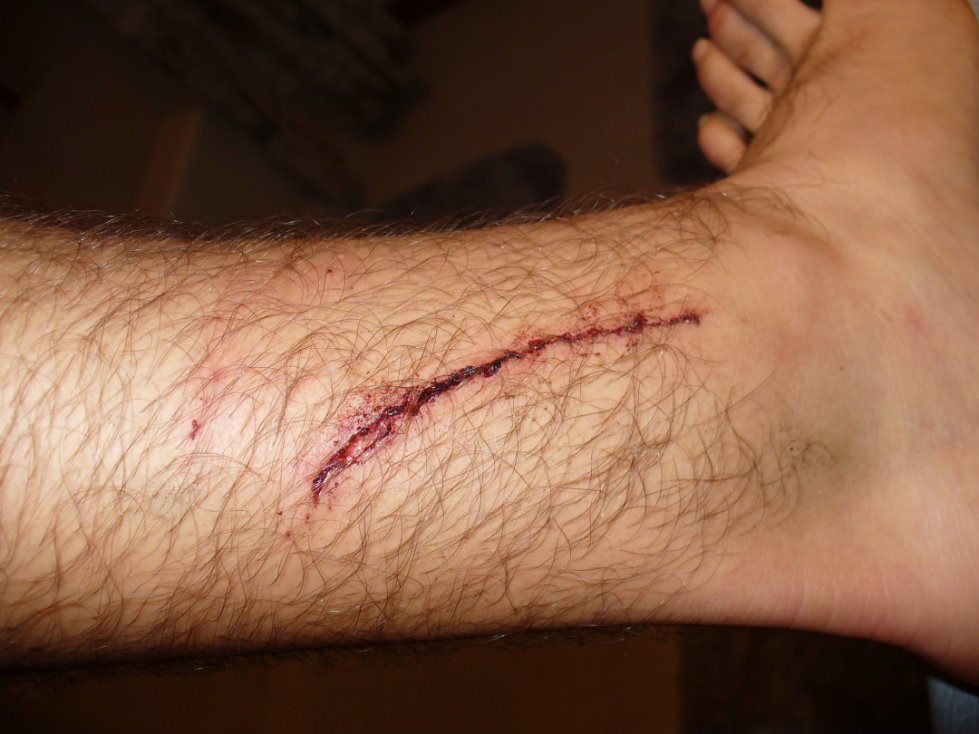
Una lacerazione

Per lacerazione in campo medico si intende la rottura di una superficie cutanea o d'altro genere, che nella quasi totalità dei casi lascia scoperto il tessuto connettivo, e in questa definizione rientra anche lo strappo muscolare o distruzione di un tessuto o di una superficie, provocato da un trauma fisico violento che può nascere come all'interno anche all'esterno della persona.
Da notare che le lacerazioni interne non mostrano apparenti segni di lesione superficiali.

## Tipologia
Segue una lista delle lacerazioni più esaminate in campo medico.

### Lacerazione di Mallory-Weiss
La lacerazione di Mallory-Weiss avviene quando la giunzione esofagogastrica viene lacerata.

### Lacerazione cerebrale
La lacerazione cerebrale è caratterizzata da uno strappo di origine traumatica del parenchima nervoso.
Si differenzia dalla contusione cerebrale in quanto quest'ultima non presenta lesioni a livello delle meningi, mentre nella lacerazione queste sono ovviamente interessate dal trauma.

### Lacerazione del menisco
Si tratta di una lacerazione del menisco spesso causata da torsione oppure iperflessione dell'articolazione del ginocchio. Spesso gli sportivi sono soggetti a tale lacerazione.